# Cickány-zsomboly
A Cickány-zsomboly az Aggteleki Nemzeti Park területén található egyik barlang. A barlang az Aggteleki-karszt és a Szlovák-karszt többi barlangjával együtt 1995 óta a világörökség része.

## Leírás
Az Alsó-hegy fennsíkján, a Vecsem-bükk csúcsától 450 méterre, 74°-ra, fokozottan védett területen nyílik. A Jóbarát-zsomboly felől megközelítve a piros T jelzésű turistaösvénytől, más néven zsombolyos tanösvénytől balra, közvetlenül a Gőte-zsomboly mellett, attól északnyugatra, egy szintben, 20–30 méterre, töbör északnyugati oldalán, egy kis sziklafal tövében van bejárata. A Jóbarát-zsombolytól északnyugatra, 250 méterre található. A töbör alján van a Töbör-alji-hasadék. A Cickány-zsomboly abban a töbörben van, amelyikben a Gőte-zsomboly. A Cickány-zsomboly bejárata nagyobb, mint a Gőte-zsomboly bejárata.
Bejáratának függőleges a tengelyiránya. Középső triász wettersteini mészkőben jött létre. Vízszintes kiterjedése 10 méter. Főleg függőleges kiterjedésű. Az alján egy 8×4 méteres aknaterem található, amelynek kitöltése a felszínről behullott anyagból áll. Cseppkövek is megfigyelhetők benne. Bejárásához engedély és kötéltechnikai eszközök alkalmazása szükséges. Megtekintéséhez 20 méter kötelet, egy csavartnittfület és két karabinert ajánlott használni.
Előfordul a barlang az irodalmában 67 (Kósa 1992), Rejsčí priepasť (Vlk 2019), V/12 (Bertalan 1976) és V-19 (Kósa 1992) néven és jelzésekkel is.

## Kutatástörténet
1967 augusztusában tárta fel Kósa Attila a barlangot. 1967 augusztusában Domokos A., Frojimovics Péter, Kósa Attila és Varga Mária felmérték a barlangot, majd Kósa Attila a felmérés alapján megszerkesztette a barlang alaprajz térképét és 2 függőleges hosszmetszet térképét. A térképeket Haász Éva rajzolta. A térképeken 1:100 méretarányban van bemutatva a barlang. Dénes György 1974. évi Karszt és Barlangban megjelent tanulmánya említi a Cickány-zsomboly nevet a hazai barlangelnevezési gyakorlattal kapcsolatban.
A Bertalan Károly által írt, 1976-ban befejezett kéziratban lévő 78. számú cédulán az olvasható, hogy a Cickány-zsomboly (V/12) Bódvaszilason, az Alsó-hegyen helyezkedik el. A Banán-zsombolytól D-re 350 m-re, a kék kereszt jelzésű turistaút Ny-i oldalán található nagy berogyás karros oldalában van a Cickány-zsomboly bejárata. Ugyanabban a töbörben nyílik mint a Gőte-zsomboly. A 18 m mély Cickány-zsomboly egyetlen hasadékból áll. A kézirat barlangra vonatkozó része egy kézirat alapján lett írva.
Az 1977. január 30-án készült szpeleográfiai terepjelentés szerint, amely a Cickány-zsomboly 1975. augusztusi bejárása alapján lett kitöltve, a barlang alaprajzi hossza 5 m, hossza a valóságban 20 m, vízszintes kiterjedése 9 m és függőleges kiterjedése 18 m. Az 1977. évi Karszt és Barlangban megjelent tanulmányban van egy Magyarország térkép, amelyen a Magyarországon lévő, biológiailag kutatott barlangok földrajzi elhelyezkedése figyelhető meg. A térképen látható a biológiailag feldolgozás alatt álló Cickány-zsomboly földrajzi elhelyezkedése. A folyóirat 1977. évi különszámába bekerült a tanulmány angol nyelvű változata. Ebben a tanulmányban is közölve lett a térkép, amelyen Cickány Shaft a barlang neve.
Az 1984-ben megjelent, Magyarország barlangjai című könyvben van egy Magyarország térkép, amelyen a Magyarországon lévő, biológiailag kutatott barlangok földrajzi elhelyezkedése figyelhető meg. A térképen látható a biológiailag feldolgozás alatt álló Cickány-zsomboly földrajzi elhelyezkedése. A kiadvány országos barlanglistájában szerepel az Aggteleki-karszton lévő barlang Cickány-zsomboly néven V/12 névváltozattal. A listához kapcsolódóan látható az Aggteleki-karszt és a Bükk hegység barlangjainak földrajzi elhelyezkedését bemutató 1:500 000-es méretarányú térképen a barlang földrajzi elhelyezkedése. Az 1992. évi Karszt és Barlangban publikált és az Alsó-hegy magyarországi részének töbreit, zsombolyait és beszakadásait bemutató ábrán látható elhelyezkedése. Az 1992-ben kiadott, Alsó-hegyi zsombolyatlasz című könyvben az Alsó-hegy fennsíkjának magyarországi oldalát bemutató egyik térképen meg van jelölve helye és a kiadványban megjelentek az 1967-ben készült térképek. Az oldalon, ahol a térképek szerepelnek, több adattal együtt fel van tüntetve három irodalmi hivatkozás, amelyek a barlangra vonatkoznak.
A barlang 1995 óta az Aggteleki-karszt és a Szlovák-karszt többi barlangjával együtt a világörökség része. A Nyerges Attila által 1997-ben készített szakdolgozat szerint a 18 m mély Cickány-zsomboly az Alsó-hegy magyarországi részének 33. legmélyebb barlangja. A 34. legmélyebb (Fazekas-zsomboly) szintén 18 m mély. Az 1999. évi Lakatos Kupa egyik helyszíne volt. A 2008. szeptember 27-én megrendezett XV. Lakatos Kupa kiadványában 18 m mély barlangként szerepel. A füzetben megjelent a barlang ismeretlen készítési idejű és készítőjű alaprajz térképe és függőleges hosszmetszet térképe, amely utóbbin a barlang beszerelési vázlata is be van mutatva. A barlang a verseny egyik lehetséges érintőpontja volt.
Az Alsó-hegy karsztjelenségeiről szóló, 2019-ben kiadott könyvben az olvasható, hogy a Cickány-zsomboly 24 m hosszú és 18 m mély. A barlang azonosító számai: Szlovákiában 67, Magyarországon 5452/40, egyéb V/12. A barlang ismeretlen időpontban lett felmérve, majd ismeretlen időpontban készültek el a barlang térképei. A térképeket 2014-ben Luděk Vlk digitalizálta. A könyvben publikálva lettek a barlang ismeretlen időpontban készült térképei, de a hosszmetszet térkép beszerelési vázlat nélkül. A kiadványhoz mellékelve lett az Alsó-hegy részletes térképe. A térképet Luděk Vlk, Mojmír Záviška, Ctirad Piskač, Jiřina Novotná, Miloš Novotný és Martin Mandel készítették. A térképen, amelyen fekete ponttal vannak jelölve a barlangok és a zsombolyok, látható a Cickány-zsomboly (5452/40, 67) földrajzi elhelyezkedése.

## További irodalom
- Dénes György: [Alsóhegyi] zsombolyok, víznyelőbarlangok, egyéb barlangok. Kéziratos jegyzék. Budapest, 1975. 2 old.
- Havliček, David – Vojiř, V.: Speleologický Prúzkum Dolného Vrchu. Slovensky Kras, 1984. 22. köt. 213–244. old.
- Kósa Attila: Közvetlen felszínalatti karsztos képződmények morfológiai és műszaki vonatkozású vizsgálata. Kézirat, 1969. Doktori disszertáció, Budapesti Műszaki Egyetem.
- Kósa Attila: Az Alsó-hegy zsombolyai. Barlangnapi tájékoztató. MKBT és Tektonik, 1982.